# Jessè
Segons la Bíblia, Jessè (en hebreu, ישי בן-עובד Yishay ben Oved) fou el fill d'Obed i el pare del Rei David.

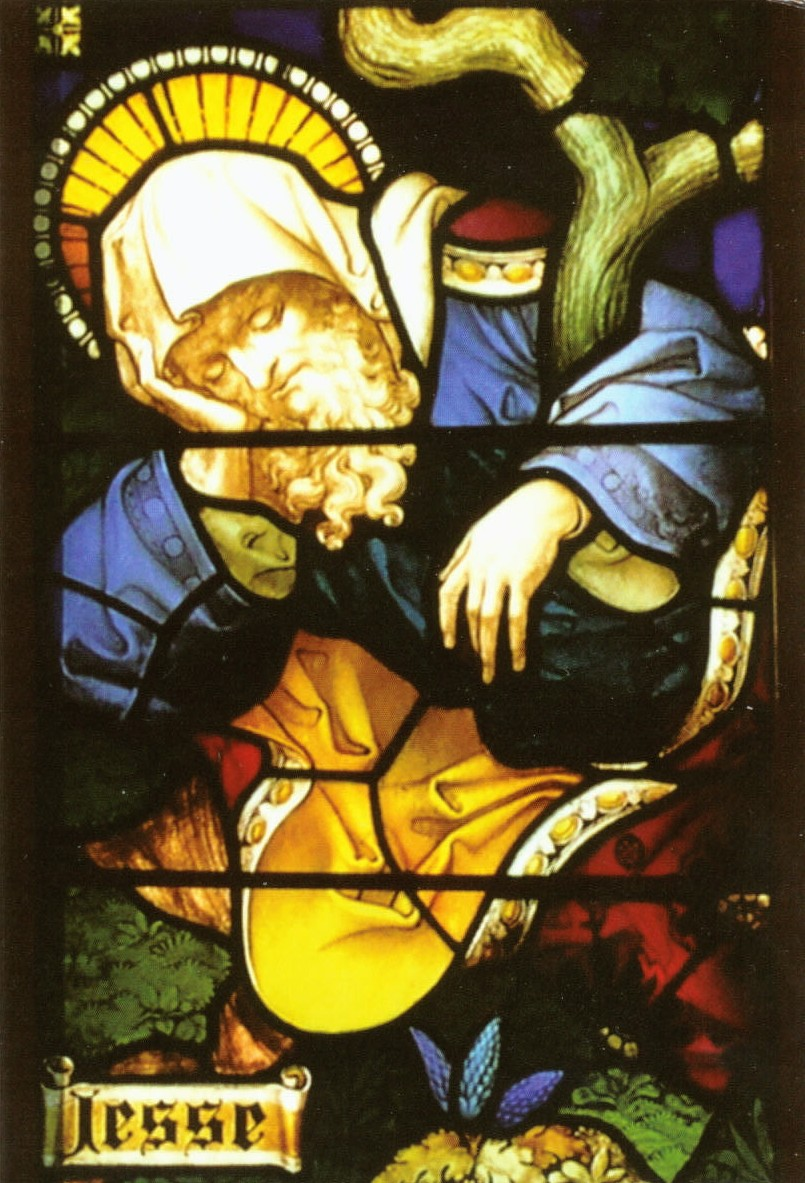
Vitrall de l'Església de Tots Sants de Sússex (Anglaterra) que representa Jessè

Jessè era un home de la tribu de Judà que vivia a Betlem amb els seus deu fills, vuit nois i dues noies:
- Eliab, el primogènit. Va anar a la guerra amb el rei Saül. La seva filla Abihail tingué un fill amb el Rei David.
- Abinadab. Va anar a la guerra amb el rei Saül
- Ximà. Va anar a la guerra amb el rei Saül
- Netanel
- Radai
- Óssem
- Rei David, el fill petit i futur rei d'Israel
- Seruià, la germana gran. Mare d'Abisai, Joab i Assahel
- Abigail, qui es casà amb un ismaelita anomenat Jèter i infantà Amassà

Un dia va rebre la visita del profeta Samuel qui volia conèixer els seus fills. Després de conèixer-los a tots, va ungir el fill més petit de Jessè, David.
Poc després, un missatger del rei d'Israel Saül va arribar a casa seva i es va endur el jove David cap a la Cort reial, ja que el monarca se n'havia assabentat que el benjamí de Jessè tocava molt bé la lira.
Al cap d'un temps, Jessè va ordenar al seu fill petit David que anés al camp de batalla a veure com estaven els seus tres germans més grans. Uns dies més tard, van arribar notícies a Betlem que David havia mort el gegant filisteu Goliat i que havia entrat a la guàrdia personal de Saül.
Temps després va anar a veure el seu fill a la cova d'Adul·lam, on s'havia refugiat del rei d'Israel Saül, que volia matar-lo per enveja.